# Juho Niukkanen

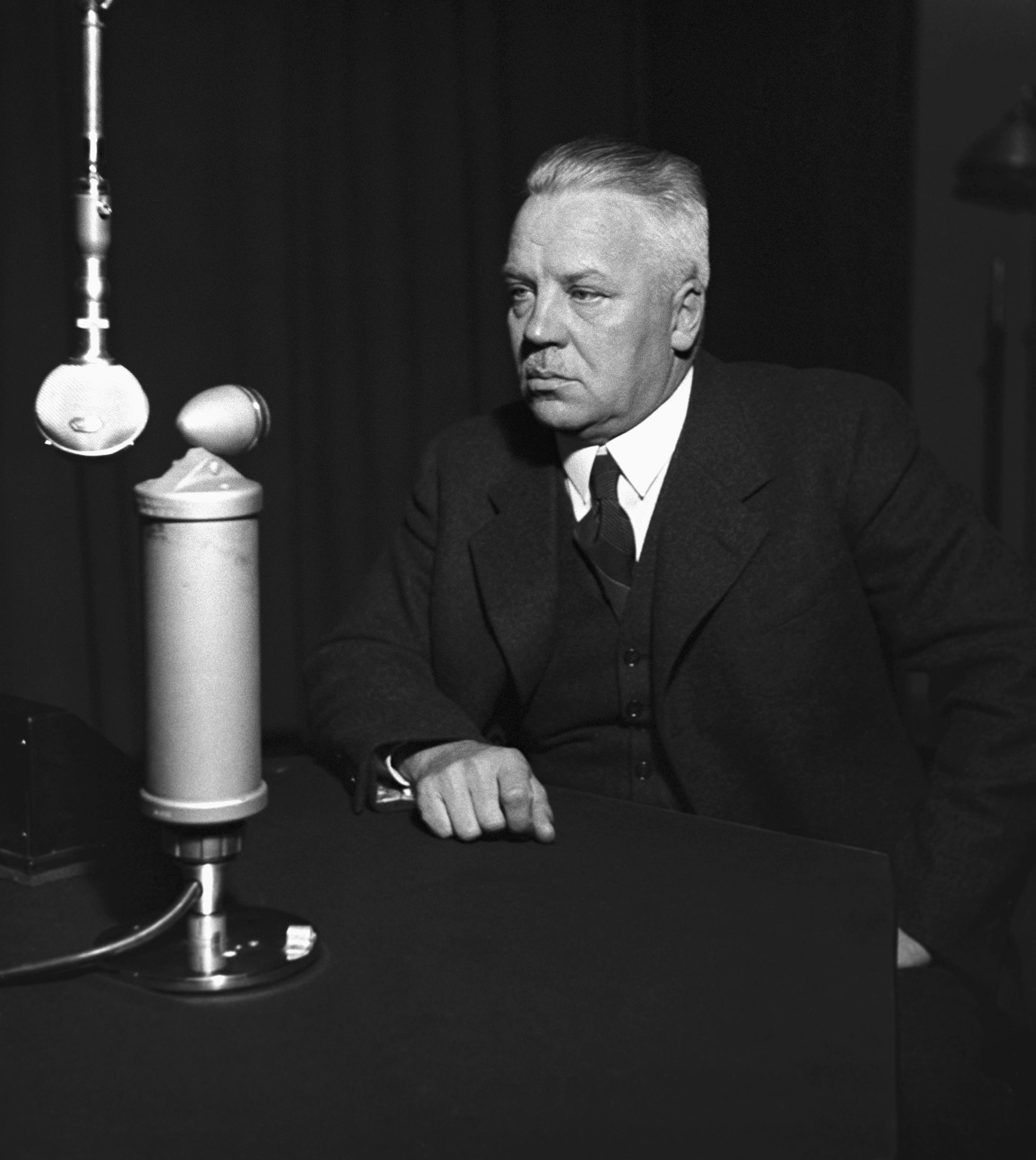
Juho Niukkanen

Juhana (Juho) Niukkanen, född 27 juli 1888 i Kirvus, död 17 maj 1954 i Helsingfors, var en finländsk politiker.

## Biografi
Niukkanen var jordbrukare och vann som jordbruksorganisatör och kommunalman tidigt en ställning inom agrarpartiet, där han innehade flera förtroendeposter. 1916 blev han riksdagsledamot och var tidvis ordförande och vice ordförande i partiets riksdagsgrupp. 1921–1922 och 1922–1924 var Niukkanen biträdande jordbruksminister, 1925–1926 och 1931–1932 kommunikationsminister, 1927–1928 finansminister och 1929–1930 samt 1937–1940 försvarsminister.
I boken Försvarsminister under vinterkriget (svensk översättning 1952) var han kritisk mot Sveriges roll i fredsförhandlingarna i Moskva 1940.

### Uppsalgsverk
- Carlquist, Gunnar, red (1937). Svensk uppslagsbok. Bd 19. Malmö: Svensk Uppslagsbok AB. sid. 1201